# سياسة التأشيرات في جزر القمر
سياسة التأشيرات في جزر القمر تجب على الزائرين للاتحاد القُمُري الحصول على تأشيرة، ويمكنهم الحصول على تأشيرة دخول لدى وصولهم بشرط حيازتهم لجواز سفر ساري المفعول لمدة 6 أشهر.